# R-8 (cohete)
Proyecto de misil soviético de alcance medio, comenzado en 1946. También denominado G-3 y R-13, tomaba como base el V-2 alemán.
El diseño, realizado por un grupo de ingenieros alemanes llevados a la Unión Soviética tras la Segunda Guerra Mundial, estuvo listo en octubre de 1949. Se habría tratado de un vehículo de dos etapas. La primera habría consistido en un R-4, y la segunda etapa habría tenido una forma aerodinámica, con superficies de control, que habría volado a 13 km de altura a velocidad supersónica transportando una ojiva de 3000 kg a una distancia de hasta 2900 km.

## Especificaciones
- Empuje en despegue: 324 kN.
- Masa total: 25.000 kg.
- Diámetro del cuerpo principal: 1,65 m.
- Longitud total: 25,00 m.
- Masa de la ojiva: 3000 kg.
- Alcance máximo: 2900 km.